# Bardaxima fulgurifera
Bardaxima fulgurifera är en fjärilsart som beskrevs av Walker 1869. Bardaxima fulgurifera ingår i släktet Bardaxima och familjen tandspinnare. Inga underarter finns listade i Catalogue of Life.